# Oncești (Fehér megye)
Oncești falu Romániában, Fehér megyében. Közigazgatásilag Mogos községhez tartozik.
Bârlești-Cătun irányából a DC 164-es községi úton közelíthető meg.
Az 1956-os népszámlálás előttig Mogoskozsokány része volt. 1956-ban 99, 1966-ban 142, 1977-ben 107, 1992-ben 60, 2002-ben 30 román lakosa volt.